# Ambassis natalensis
Ambassis natalensis és una espècie de peix d'aigua dolça, salobrosa i marina pertanyent a la família dels ambàssids. Va ser descrit per l'ictiòlegs John Dow Fisher Gilchrist i William Wardlaw Thompson el 1911.

## Descripció
- Fa 9 cm de llargària màxima.
- 8 espines i 9-11 radis tous a l'aleta dorsal.
- 3 espines i 9-11 a l'aleta anal.[1][3]
- Menja crustacis, insectes (terrestres i aquàtics) i peixos.[3]

## Hàbitat
És un peix d'aigua dolça, salabrosa i marina, demersal i de clima subtropical (25°S-33°S). A Sud-àfrica és depredat per Ceryle rudis.

## Distribució geogràfica
Es troba a l'Índic occidental (des de KwaZulu-Natal fins a la badia d'Algoa -Sud-àfrica-) i l'Àfrica oriental (incloent-hi Madagascar).

## Observacions
És emprat en investigació animal, ja que s'adapta fàcilment a la vida en captivitat. És inofensiu per als humans.